# Hou Yuzhuo
Dans ce nom chinois, le nom de famille, Hou, précède le nom personnel.
Hou Yuzhuo, née le 14 novembre 1987 à Baoding, est une taekwondoïste chinoise.

## Carrière
Après deux titres aux Championnats du monde de taekwondo en 2009 et en 2011, Hou Yuzhuo est médaillée d'argent aux Jeux olympiques d'été de 2012 à Londres dans la catégorie des moins de 57 kg. Elle s'incline en finale face à la Britannique Jade Jones.